# Yunxi (Shiyan)
Der Kreis Yunxi (chinesisch 郧西县, Pinyin Yúnxī Xiàn) ist ein Kreis, der zum Verwaltungsgebiet der bezirksfreien Stadt Shiyan im Nordwesten der chinesischen Provinz Hubei gehört. Er hat eine Fläche von 3.509 Quadratkilometern und zählt 431.000 Einwohner (Stand: Ende 2019). Sein Hauptort ist die Großgemeinde Chengguan (城关镇).

## Administrative Gliederung
Auf Gemeindeebene setzt sich der Kreis aus neun Großgemeinden und sieben Gemeinden (davon eine der Hui) zusammen. 